# 2010-es férfi kézilabda-Európa-bajnokság – selejtezők
A 2010-es férfi kézilabda-Európa-bajnokság selejtezőjét 2008 októbere és 2009 júniusa között bonyolították le.
Az Európai Kézilabda-szövetség új kvalifikációs rendszert vezetett be. Mostantól csak a címvédő és a házigazda jut ki automatikusan az EB-tornára, a többi csapatnak selejtezőt kell vívnia.
A 36 csapatot egy 6-os csoportba és hat 5-ös csoportba sorsolták be; minden csoportból az első két helyezett jutott ki az EB-re.

## Sorsolás
A selejtezőcsoportok sorsolása 2008. április 18-án zajlott le, Bécsben. A csapatokat az EHF-csapatok listája alapján sorolták be a 6 kalapba.
| 1. kalap                                                                              | 2. kalap                                                              | 3. kalap                                                               | 4. kalap                                                                          | 5. kalap                                                             | 6. kalap                       |
| ------------------------------------------------------------------------------------- | --------------------------------------------------------------------- | ---------------------------------------------------------------------- | --------------------------------------------------------------------------------- | -------------------------------------------------------------------- | ------------------------------ |
| Franciaország Németország Horvátország Spanyolország Lengyelország Oroszország Izland | Szlovénia Norvégia Magyarország Svédország Szerbia Csehország Ukrajna | Szlovákia Svájc Portugália Fehéroroszország Románia Litvánia Macedónia | Görögország Bosznia-Hercegovina Lettország Hollandia Izrael Montenegró Észtország | Finnország Bulgária Olaszország Törökország Belgium Ciprus Luxemburg | Grúzia Moldova Feröer-szigetek |

## Csoportmérkőzések
|  | Az első és második helyezett kijut az EB-re.                |
|  | A harmadik, negyedik, ötödik és hatodik helyezett búcsúzik. |

### 1. csoport
| Csapat        | M | Gy | D | V | Lg : Kg   | Gk  | P  |
| ------------- | - | -- | - | - | --------- | --- | -- |
| Svédország    | 8 | 6  | 2 | 0 | 251 : 200 | +51 | 14 |
| Lengyelország | 8 | 5  | 1 | 2 | 242 : 198 | +44 | 11 |
| Montenegró    | 8 | 4  | 0 | 4 | 229 : 240 | -11 | 8  |
| Románia       | 8 | 3  | 1 | 4 | 242 : 247 | -5  | 7  |
| Törökország   | 8 | 0  | 0 | 8 | 193 : 272 | -79 | 0  |

|     | Svédország | Lengyelország | Montenegró | Románia | Törökország |
| --- | ---------- | ------------- | ---------- | ------- | ----------- |
| SWE | –          | 27 : 24       | 29 : 24    | 26 : 26 | 42 : 18     |
| POL | 32 : 32    | –             | 30 : 20    | 34 : 22 | 32 : 21     |
| MNE | 29 : 33    | 23 : 31       | –          | 35 : 33 | 33 : 26     |
| ROU | 29 : 36    | 33 : 29       | 27 : 28    | –       | 37 : 30     |
| TUR | 18 : 26    | 20 : 30       | 31 : 37    | 29 : 35 | –           |

Forrás: ehf-euro.com

### 2. csoport
| Csapat              | M  | Gy | D | V  | Lg : Kg   | Gk   | P  |
| ------------------- | -- | -- | - | -- | --------- | ---- | -- |
| Oroszország         | 10 | 9  | 0 | 1  | 339 : 249 | +90  | 18 |
| Szerbia             | 10 | 7  | 1 | 2  | 351 : 272 | +79  | 15 |
| Bosznia-Hercegovina | 10 | 6  | 1 | 3  | 298 : 278 | +20  | 13 |
| Svájc               | 10 | 4  | 1 | 5  | 295 : 288 | +7   | 9  |
| Olaszország         | 10 | 2  | 1 | 7  | 251 : 313 | -62  | 5  |
| Feröer-szigetek     | 10 | 0  | 0 | 10 | 212 : 346 | -134 | 0  |

|     | Oroszország | Szerbia | Bosznia-Hercegovina | Svájc   | Olaszország | Feröer-szigetek |
| --- | ----------- | ------- | ------------------- | ------- | ----------- | --------------- |
| RUS | –           | 35 : 31 | 35 : 29             | 37 : 25 | 38 : 19     | 37 : 16         |
| SRB | 35 : 29     | –       | 35 : 27             | 28 : 23 | 48 : 24     | 39 : 20         |
| BIH | 30 : 31     | 32 : 32 | –                   | 31 : 34 | 28 : 20     | 35 : 21         |
| SUI | 23 : 29     | 31 : 28 | 34 : 23             | –       | 31 : 28     | 45 : 28         |
| ITA | 23 : 34     | 31 : 34 | 23 : 30             | 25 : 25 | –           | 30 : 23         |
| FRO | 18 : 34     | 20 : 41 | 23 : 30             | 21 : 27 | 22 : 28     | –               |

Forrás: ehf-euro.com

### 3. csoport
| Csapat     | M | Gy | D | V | Lg : Kg   | Gk  | P  |
| ---------- | - | -- | - | - | --------- | --- | -- |
| Izland     | 8 | 5  | 3 | 0 | 264 : 212 | +52 | 13 |
| Norvégia   | 8 | 5  | 2 | 1 | 266 : 226 | +40 | 12 |
| Macedónia  | 8 | 4  | 1 | 3 | 231 : 223 | +8  | 9  |
| Észtország | 8 | 2  | 2 | 4 | 213 : 238 | -25 | 6  |
| Belgium    | 8 | 0  | 0 | 8 | 196 : 271 | -75 | 0  |

|     | Izland  | Norvégia | Macedónia | Észtország | Belgium |
| --- | ------- | -------- | --------- | ---------- | ------- |
| ISL | –       | 34 : 34  | 34 : 26   | 38 : 24    | 40 : 21 |
| NOR | 31 : 31 | –        | 36 : 30   | 31 : 23    | 35 : 24 |
| MKD | 26 : 29 | 30 : 29  | –         | 31 : 22    | 33 : 26 |
| EST | 25 : 25 | 25 : 33  | 28 : 28   | –          | 37 : 28 |
| BEL | 25 : 33 | 29 : 37  | 19 : 27   | 25 : 29    | –       |

Forrás: ehf-euro.com

### 4. csoport
| Csapat       | M | Gy | D | V | Lg : Kg   | Gk   | P  |
| ------------ | - | -- | - | - | --------- | ---- | -- |
| Horvátország | 8 | 7  | 0 | 1 | 252 : 180 | +72  | 14 |
| Magyarország | 8 | 6  | 0 | 2 | 241 : 179 | +62  | 12 |
| Szlovákia    | 8 | 4  | 0 | 4 | 231 : 223 | +8   | 8  |
| Görögország  | 8 | 3  | 0 | 5 | 199 : 223 | -24  | 6  |
| Finnország   | 8 | 0  | 0 | 8 | 159 : 268 | -109 | 0  |

|     | Horvátország | Magyarország | Szlovákia | Görögország | Finnország |
| --- | ------------ | ------------ | --------- | ----------- | ---------- |
| CRO | –            | 26 : 25      | 34 : 21   | 32 : 20     | 39 : 20    |
| HUN | 30 : 28      | –            | 29 : 30   | 32 : 19     | 34 : 15    |
| SVK | 26 : 30      | 19 : 30      | –         | 28 : 27     | 34 : 21    |
| GRE | 24 : 29      | 21 : 27      | 27 : 24   | –           | 31 : 26    |
| FIN | 14 : 34      | 21 : 34      | 17 : 32   | 25 : 30     | –          |

Forrás: ehf-euro.com

### 5. csoport
| Csapat           | M | Gy | D | V | Lg : Kg   | Gk   | P  |
| ---------------- | - | -- | - | - | --------- | ---- | -- |
| Németország      | 8 | 8  | 0 | 0 | 300 : 191 | +109 | 16 |
| Szlovénia        | 8 | 6  | 0 | 2 | 293 : 221 | +72  | 12 |
| Fehéroroszország | 8 | 4  | 0 | 4 | 253 : 233 | +20  | 8  |
| Izrael           | 8 | 2  | 0 | 6 | 222 : 269 | -47  | 4  |
| Bulgária         | 8 | 0  | 0 | 8 | 168 : 322 | -154 | 0  |

|     | Németország | Szlovénia | Fehéroroszország | Izrael  | Bulgária |
| --- | ----------- | --------- | ---------------- | ------- | -------- |
| GER | –           | 38 : 30   | 38 : 27          | 36 : 24 | 42 : 11  |
| SVN | 26 : 27     | –         | 38 : 26          | 40 : 27 | 47 : 20  |
| BLR | 23 : 25     | 32 : 36   | –                | 38 : 31 | 36 : 18  |
| ISR | 21 : 40     | 28 : 36   | 28 : 31          | –       | 29 : 20  |
| BUL | 29 : 54     | 23 : 40   | 19 : 40          | 28 : 34 | –        |

Forrás: ehf-euro.com

### 6. csoport
| Csapat        | M | Gy | D | V | Lg : Kg   | Gk  | P  |
| ------------- | - | -- | - | - | --------- | --- | -- |
| Franciaország | 8 | 6  | 0 | 2 | 251 : 192 | +59 | 12 |
| Csehország    | 8 | 6  | 0 | 2 | 255 : 221 | +34 | 12 |
| Portugália    | 8 | 5  | 0 | 3 | 234 : 229 | +5  | 10 |
| Lettország    | 8 | 3  | 0 | 5 | 227 : 249 | -22 | 6  |
| Luxemburg     | 8 | 0  | 0 | 8 | 182 : 258 | -76 | 0  |

|     | Franciaország | Csehország | Portugália | Lettország | Luxemburg |
| --- | ------------- | ---------- | ---------- | ---------- | --------- |
| FRA | –             | 32 : 25    | 36 : 23    | 34 : 22    | 35 : 18   |
| CZE | 32 : 29       | –          | 30 : 26    | 41 : 29    | 30 : 19   |
| POR | 24 : 31       | 31 : 28    | –          | 33 : 31    | 33 : 22   |
| LVA | 27 : 24       | 31 : 34    | 25 : 31    | –          | 31 : 29   |
| LUX | 21 : 30       | 24 : 35    | 26 : 33    | 23 : 31    | –         |

Forrás: ehf-euro.com

### 7. csoport
| Csapat        | M | Gy | D | V | Lg : Kg   | Gk  | P  |
| ------------- | - | -- | - | - | --------- | --- | -- |
| Spanyolország | 8 | 7  | 0 | 1 | 247 : 189 | +58 | 14 |
| Ukrajna       | 8 | 5  | 0 | 3 | 205 : 192 | +18 | 10 |
| Hollandia     | 8 | 3  | 2 | 3 | 215 : 190 | +25 | 8  |
| Litvánia      | 8 | 3  | 2 | 3 | 194 : 194 | 0   | 8  |
| Ciprus        | 8 | 0  | 0 | 8 | 166 : 262 | -96 | 0  |

|     | Spanyolország | Ukrajna | Hollandia | Litvánia | Ciprus  |
| --- | ------------- | ------- | --------- | -------- | ------- |
| ESP | –             | 30 : 21 | 31 : 21   | 32 : 29  | 32 : 20 |
| UKR | 25 : 23       | –       | 24 : 23   | 25 : 18  | 28 : 21 |
| NED | 22 : 28       | 30 : 25 | –         | 19 : 19  | 26 : 22 |
| LTU | 26 : 35       | 24 : 19 | 25 : 25   | –        | 40 : 16 |
| CYP | 25 : 36       | 23 : 38 | 20 : 28   | 19 : 34  | –       |

Forrás: ehf-euro.com

## Külső hivatkozás
Hivatalos weboldal